# Hercostomus hunanensis
Hercostomus hunanensis är en tvåvingeart som beskrevs av Yang 1998. Hercostomus hunanensis ingår i släktet Hercostomus och familjen styltflugor. Inga underarter finns listade i Catalogue of Life.